# Angel Wings
Angel Wings est une série de bande dessinée franco-belge créée par Yann (scénario) et Romain Hugault (dessin et couleurs), publiée par les Éditions Paquet dans la collection « Cockpit » depuis 2014.

## Description

### Synopsis
Mars 1944, sur le front de Birmanie, une vaste contre-offensive de l’armée impériale japonaise bouscule les lignes alliées et commence à envahir l’Inde ; notre escadrille des « Burma Banshees » doit évacuer sa base en catastrophe.

## Albums

### Tome 1 - Cycle 1:Burma Banshees
En 1944, l'armée impériale japonaise occupe la Birmanie, menaçant ainsi l'Inde et la Chine. L'armée américaine a mis en place un pont aérien passant au-dessus de l’Himalaya pour relier l'Inde et la Chine, afin de fournir armes, matériels, munitions et médicaments permettant à l'armée chinoise de continuer à résister à l'armée japonaise. Angela Mc Cloud, une américaine membre du Women Airforce Service Pilots (WASP), est chargée d'effectuer une mission de ravitaillement à bord d'un C-47 Dakota jusqu'à la ville de Kunming en Chine. Sur la base de Camp Malir, au Pakistan, elle rencontre le lieutenant américain Robins « Rob » Clower, membre des Burma Banshees, une escadrille pilotant des P-40 Warhawk chargée d'escorter les avions de transport. Clower, privé de son avion en réparations, décide de faire le voyage avec elle. Alors qu'il survole les montagnes, le Dakota est attaqué par des Ki-27 japonais…
- Édition originale : 46 pages, 30 cm x 21,8 cm, 2014 (DL 10/2014)  (ISBN 978-2-88890-665-0)
- Tirage limité : 48 pages, 32,2 cm x 24 cm, tirage limité à 3 000 exemplaires, visuel de couverture différent, dos toilé, avec un patch brodé, 2014 (DL 12/2014)  (ISBN 978-2-88890-685-8)

### Tome 2 - Cycle 1:Black Widow
Il s'avère qu'Angela travaille en réalité pour l'OSS, les services secrets américains, et a pour mission de démasquer le traître qui informe les Japonais des vols des avions de ravitaillement. Sur la base débarquent Jinx Falkenburg (en) et sa troupe de girls qui viennent donner un spectacle destiné à remonter le moral des pilotes. Le lieutenant Robins « Rob » Clower hésite entre les deux femmes, entre lesquelles une animosité grandit. Lors d'une mission, l'avion de Rob est abattu en vol et il se retrouve dans la jungle, poursuivi par la Kenpeitai, la police secrète japonaise…
- Édition originale : 46 pages, 32,2 cm x 24 cm, 2015 (DL 10/2015)  (ISBN 978-2-88890-731-2)
- Tirage limité : 46 pages, 37,7 cm x 28,6 cm, tirage limité à 3 000 exemplaires, visuel de couverture différent, dos toilé, avec affiche exclusive, 2015 (DL 10/2015)  (ISBN 978-2-88890-732-9)
- Tirage de tête : coffret cartonné illustré, 92 pages, 45 cm x 31 cm, contenant les crayonnés en vis-à-vis des planches en couleur, ainsi qu'un dossier de 24 pages enrichi de dessins et photos, avec un ex-libris en couleur signé par Romain Hugault, tirage limité à 200 exemplaires numérotés + 25 exemplaires hors collection, dos toilé vert, éditions Bulles en tête, 2015 (DL 11/2015)  (ISBN 978-2-9550209-1-3)

### Tome 3 - Cycle 1:Opération Broadway
Par une grande contre-offensive, l’armée japonaise commence à envahir l’Inde, contraignant l'escadrille des Burma Banshees à évacuer la base de toute urgence sans pouvoir porter secours à Angela et Jinx dont l'appareil vient de s'écraser, livrant les deux femmes rescapées aux périls de la jungle et à la merci des indigènes ralliés au Japon ainsi qu'à l'armée secrète japonaise, la Kenpeitai. Rob est par ailleurs recruté pour participer à une mission à haut risque, l'Opération Thursday, menée par les Chindits du général Orde Charles Wingate, visant à déposer, derrière les lignes ennemies, de lourds planeurs chargés de troupes et de matériel afin de tenter de prendre l'armée japonaise à revers. Rob pense pouvoir en profiter pour aller au secours d'Angela et Jinx…
- Édition originale : 46 pages, 32,2 cm x 24 cm, 2016 (DL 10/2016)  (ISBN 978-2-88890-771-8)
- Tirage limité : 46 pages, 37,7 cm x 28,6 cm, tirage limité à 3 000 exemplaires, visuel de couverture différent, dos toilé, avec une enveloppe kraft contenant 5 cartes postales inédites, 2016 (DL 10/2016)  (ISBN 978-2-88890-772-5)

### Intégrale Cycle 1:Burma Banshees
- Édition originale : reprend les tomes 1 à 3, 138 pages, 24 cm x 32,2 cm, 2017 (DL 10/2017)  (ISBN 978-2-88890-871-5)

### Tome 4 - Cycle 2:Paradise Birds
Dans le Pacifique, Angela, aux commandes d'un hydravion Grumman J2F Duck, sert de pilote à Betty Hutton, une pin-up qui se déplace de bases en bases militaires afin de distraire les soldats. Elle doit la conduire dans l’île d’Ulithi, base navale de repos des Marines. Ce travail n'est qu'une couverture car Angela travaille toujours pour l'OSS et a pour mission de débarquer un pilote japonais prisonnier qui a accepté de transmettre des propositions de reddition du Japon à un groupe pacifiste de l’entourage de l’empereur Hiro-Hito. Par ailleurs, le passé d'Angela et le mystère entourant la mort de sa sœur Maureen ressurgissent à l'occasion de ses retrouvailles avec un ancien flirt, le capitaine William Fowler, qui est chargé de la sécurité du pilote japonais…
- Édition originale : 46 pages, 32,2 cm x 24 cm, 2017 (DL 10/2017)  (ISBN 978-2-88890-838-8)
- Tirage limité : 46 pages, 37,7 cm x 28,6 cm, tirage limité à 3 000 exemplaires, visuel de couverture différent, dos toilé, avec une diapositive inédite dans une enveloppe, 2017 (DL 10/2017)  (ISBN 978-2-88890-866-1)
- Tirage de luxe : 120 pages de planches crayonnées et couleurs en vis à vis, 30 cm x 21,8 cm, limité et numéroté à 250 exemplaires (ainsi que 25 exemplaires hors commerce destiné aux auteurs et éditeurs), visuel de couverture différent, dos toilé, sous fourreau cartonné épais, impression sur papier 170 gramme, avec interview de Gregory Pons, recherches, couvertures tests, reportage photo sur la réfection du Piper, Cahier Pin-up, et 1 Ex-libris signé par Romain Hugault, éditions Bulles en tête, 2017 (DL 11/2017)  (ISBN 978-2-9550209-4-4)

### Tome 5 - Cycle 2:Black Sands
Le navire qui les transportait ayant été attaqué par un Okha kamikaze pendant un trajet entre deux bases, Angela et Betty Hutton doivent débarquer sur l’île d’Iwo Jima, que les Marines viennent de reprendre aux japonais. Malade, la starlette est rapatriée vers Hawaï. Angela accepte alors de piloter un Mustang muni d’un canot de sauvetage largable pour patrouiller au large à la recherche de pilotes naufragés. À Iwo Jima, Angela retrouve le capitaine Robbins « Rob » Clower, qui escorte désormais les formations de B-29 qui vont bombarder le Japon. Les dernières troupes de l'armée japonaise, réfugiées au nord de l'île, lancent une attaque suicide. Par ailleurs, Angela est toujours à la recherche de la vérité sur la mort de sa sœur…
- Édition originale : 46 pages, 32,2 cm x 24 cm, 2018 (DL 10/2018)  (ISBN 978-2-88890-890-6)
- Tirage limité : 46 pages, 37,7 cm x 28,6 cm, tirage limité à 3 000 exemplaires, visuel de couverture différent, dos toilé, vernis sélectif sur couverture et titre gaufré et doré, avec un drapeau, 2018 (DL 10/2018)  (ISBN 978-2-88890-963-7)
- Tirage de luxe : 120 pages de planches crayonnées et couleurs en vis à vis, 30 cm x 21,8 cm, limité et numéroté à 230 exemplaires, visuel de couverture différent, dos toilé, sous fourreau cartonné épais, impression sur papier 170 gramme, avec interview des auteurs, recherches, couvertures tests, et 2 Ex-libris signé par Romain Hugault, éditions Bulles en tête, 2019 (DL 01/2019)  (ISBN 978-2-9550209-6-8)

## Éditeur
- Paquet (collection « Cockpit ») : tomes 1 à 6 (première édition des tomes 1 à 6)

## Prix et distinctions
- 2015 : Finaliste Prix de la BD Fnac[2], pour le tome 1.

### Documentation
- Yann (int.), Romain Huguault (int.) et Sophie Bogrow, « Le Raidsur Hiroshima : un secret de Polichinelle », Casemate, no 130,‎ novembre 2019, p. 44-49.